# Perimylopidae
Perimylopidae je čeleď brouků z nadčeledi Tenebrionoidea.

## Taxonomie
- Rod Chanopterus
  - Chanopterus paradoxus Boheman, 1858
- Rod Darwiniella Enderlein, 1912
  - Darwiniella amaroides Enderlein, 1912
- Rod Hydromedion Waterhouse, 1875
  - Hydromedion sparsatum
- Rod Melytra Pascoe, 1869
  - Melytra ovata Pascoe, 1869
- Rod Parahelops Waterhouse, 1875
- Rod Perimylops Müller, 1884
  - Perimylops antarcticus Müller, 1884
- Rod Promecheilus Solier, 1861
- Rod Sirrhas Champion, 1893
  - Sirrhas limbatus Champion, 1893
  - Sirrhas variegatus Lawrence, 1994